# Бібліографія Івана Франка
Інформація про видання літературної спадщини Івана Франка та наукові та публіцистичні публікації про нього.

## Твори

### Поезія

#### Збірки
- Баляди і розкази (1876)
- З вершин і низин (1877; 1893)
- Зів'яле листя (1896)
- Мій Ізмарагд (1898)
- Із днів журби (1900)
- Semper tiro (1906)
- Давнє і нове[1] (1911)
- Із літ моєї молодости (1914)

#### Поеми
- Смерть Каїна (1888)
- Похорон (1897)
- Іван Вишенський (1900)
- Мойсей (1905)
- Страшний суд (1905)

### Проза

#### Оповідання та новели
- «Борислав. Картини з життя підгірського народу» (Львів, 1877);
- «Галицькі образки» (Львів, 1885);
- «В поті чола. Образки з життя робучого люду» (Львів, 1890);
- «Obrazki galicyjskie» (Lwów, 1897);
- «Коли ще звірі говорили. Казки для дітей» (Львів, 1899);
- «Полуйка і інші бориславські оповідання» (Львів, 1899);
- «Сім казок» (Львів, 1900);
- «Староруські оповідання» (Львів, 1900);
- «Добрий заробок і інші оповідання» (Львів, 1902);
- «Панталаха і інші оповідання» (Львів, 1902);
- «Малий Мирон і інші оповідання» (Львів, 1903);
- «З бурливих літ» (Львів, 1903);
- «Маніпулянтка і інші оповідання» (Львів, 1904);
- «На лоні природи і інші оповідання» (Львів, 1905);
- «Збірник творів» (Київ, 1903—1905. Т. 1–3);
- «Місія. Чума. Казки і сатири» (Львів, 1906);
- «Батьківщина і інші оповідання» (Київ, 1911);
- «Панщизняний хліб і інші оповідання» (Львів, 1913);
- «Рутенці. Типи галицьких русинів із 60-тих та 70-тих рр. мин[улого] в[іку]» (Львів, 1913).

#### Повісті та романи
- Петрії й Довбущуки (1876; 1913)
- Boa constrictor (1878)
- На дні (1880)
- Борислав сміється (1882)
- Захар Беркут (1883)
- Лель і Полель  (1887)
- Для домашнього огнища (1892)
- Основи суспільности  (1894)
- Перехресні стежки (1900)
- Великий шум  (1907)

### Праці
- Варлаам і Йоасаф (1897)
- Із секретів поетичної творчості (1898)
- Карпато-руське письменство XVII-XVIII вв. (1900)
- Що таке поступ? (1903)
- Святий Климент у Корсуні (1906)

### Статті
- Літературні письма // «Друг», 1876, № 19; 22.
- Сербські народні думи і пісні // «Друг», 1876, № 6.
- Еміль Золя і його твори // Tyzhden literacki, 1878, № 44. — с. 123‒124.
- Критичні письма о галицькій інтелігенції // «Молот», 1878. — с. 80-93.
- Література, її завдання і найважніші ціхи // «Молот», 1878. — с. 209-215[2].
- Католицький панславізм // «Світ», 1881, № 7 [3]
- Хуторна поезія П. А. Куліша  // «Світ», 1882, №15. — с. 267‒273[4].
- Воскресеніе чи погребеніє // «Діло», 1884, №№ 16-18, 20-21[5]
- В справі угоди // «Народ», 1890[6]
- Дві унії // «Буковинський календар», 1891 — с. 34-39[7]
- Іван Вишенський, його час і письменницька діяльність // «Хлібороб», Коломия, 1892[8]
- З кінцем року //«Житє і слово», 1896, т. 5, с. 401 – 407/
- Йосиф Шумлянський, львівський єпископ (1668-1708 рр.) і заведення унії в Галичині // Громадський голос, 1898, №№ 17-18[9]
- Михайло П. Старицький. — ЛНВ, 1902.
- Принципи і безпринципність // ЛНВ, 1903, Книга 21 число 2. — с. 114‒119.
- Соціальна акція, соціальне питання і соціалізм // ЛНВ, 1904, т. XXVIII[10]
- Суспільно-політичні погляди М. Драгоманова // ЛНВ, 1906, Книга 25 число 8. — с. 226‒240[11].

### Переклади та переспіви
- Гелєна і Фавст. Третій акт другої частини Ґетевого «Фавста». — Львів, 1899.
- Пригоди Дон Кіхота. З іспанської повісти переробив Іван Франко (вид. 2-ге і доп.). — Львів, 1899.
- Генріх фон Кляйст. Маркіза О… — Львів: Українсько-руська видавнича спілка, 1903.
- Адам Міцкевич. До Галицьких приятелїв. — Львів: Українсько-руська видавнича спілка, 1903.
- Данте Алігієрі: Характеристика середніх віків. Життя поета і вибір із його поезії. – Львів, 1913.

### Упорядкування
- Апокріфи і лєґєнди з українських рукописів (1896-1910)[12]
  - Т. 1. Апокрифи старозавітні. – Львів: Наук. Т-во ім. Шевченка, 1896. – 394 с. 
  - Т. 2. Апокрифи новозавітні; А. Апокрифічні євангелія. – Львів: Наук. Т-во ім. Шевченка, 1899. — 443 с. 
  - Т. 3. Апокрифи новозавітні; Б. Апокрифічні діяння апостолів. – Львів: наук. Т-во ім. Шевченка, 1902. — 360 с. 
  - Т. 4. Апокрифи есхатологічні. – Львів : Наук. Т-во ім. Шевченка, 1906. – 524 с. 
  - Т. 5. Легенди про святих. – Львів : Наук. Т-во ім. Шевченка, 1910. – 297(?) с.
- Матеріали до культурної історії Галицької Руси XVIII i XIX віку (1902)

## Переклади творів Франка

### Англійською[13]
- Ivan Franko. Zakhar Berkut. trans Theodosia Boresky. New York: Theo. Gaus' Sons, 1944.
- Ivan Franko, The Poet of Western Ukraine. Selected Poems. trans by Percival Cundy, ed. Clarence A. Manning. New York: Philosophical Library, 1948. 265 p.[14]
- Ivan Franko. Boa Constrictor and Other Stories. Tr. from Russian by Fainna Solasko. Moscow: Foreign Languages Publ. House, 1957. — с. 1-195; с. 198-294 [15]

## Зібрання творів
- Збірник творів: У 3 т. — К.: Вік, 1903—1905.
- Твори: у 30 т. — X., 1924—1929.
  - Т. 1, кн. 1 : Оповідання. – 2-ге вид. – Харків : Рух, 1929. – С. 3 — 184, [6] с.
  - Т. 2, кн. 2 : Оповідання / Іван Франко ; ред. Ів. Лизанівського ; заг. ред. С. Пилипенка. – Харків : РУХ, 1930. – 615, [1] с., [4] арк. іл.
  - Т. 3, кн. 3 : Оповідання / Іван Франко ; до друку вигот. Ів. Лизанівський ; за заг. ред. С. Пилипенка. – Харків : Рух, 1925. – [8], 271 с.
  - Т. 5, кн. 5 : Оповідання / Іван Франко ; до друку виготував І. Лизанівський ; за заг. ред. С. Пилипенка. — Харків : Рух, 1929. – 284, [1] с.
  - Т. 6, кн. 6 : Оповідання / Іван Франко ; до друку виготував І. Лизанівський ; за заг. ред. С. Пилипенка. — Харків : Рух, 1929. – [8], 213 с.
  - Т. 7, кн. 7 : Оповідання / Іван Франко ; до друку виготував І. Лизанівський ; за заг. ред. С. Пилипенка. — Харків : Рух, 1931. – 399 с.
  - Т. 8, кн. 8: Оповідання / Іван Франко ; до друку виготував І. Лизанівський; за заг. ред. С. Пилипенка. — Харків: Рух, 1927. – 324 с.
  - Т. 9, кн. 9: Оповідання / Іван Франко; до друку виготував І. Лизанівський; за заг. ред. С. Пилипенка. — Харків: Рух, 1927. – 251 с.
  - Т. 11: Boa constrictor / Іван Франко; до друку виготував І. Лизанівський; за заг. ред. С. Пилипенка. — Харків: Рух, 1927. – 155 с.
  - Т. 12: Борислав сміється: повість / Іван Франко; заг. ред. С. Пилипенка. – Вид. 4-те. – Харків: Рух, 1931. – 333, [І] с.
  - Т. 15 : Для домашнього вогнища: повість / Іван Франко; до друку виготував Ів. Лизанівський; за заг. ред. С. Пилипенка. – Харків : Рух, 1927. – 203, [2] с.
  - Т. 16 : Перехресні стежки : повість / Іван Франко ; до друку виготував Ів. Лизанівський ; за заг. ред. С. Пилипенка. – Харків : Рух, 1927. – 428, [4] с. Т. 16 : Перехресні стежки : повість / Іван Франко ; до друку виготував Ів. Лизанівський ; за заг. ред. С. Пилипенка. – Харків : Рух, 1927. – 428, [4] с.
  - Т. 28, кн. 1 : З чужих літератур : драм. поеми та інше / Іван Франко ; до друку вигот. Ів. Лизанівський ; за заг. ред. С. Пилипенка. – Харків : Рух, 1929. – 480 с.
  - Т. 29, кн. 1 : З чужих літератур : повісті й оповідання / Іван Франко ; до друку вигот. Ів. Лизанівський ; за заг. ред. С. Пилипенка. – [Б. м.] : Книгоспілка, [19–?]. – 516 с.
- Твори: у 20 т. — К., 1950—1956.
- Твори: у 20 т. — Нью-Йорк: Книгоспілка, 1956—1962.
- Зібрання творів: у 50 т. / Іван Франко; Редкол.: Є. П. Кирилюк (голова) та ін. — К.: Наук. думка, 1976−1986.
  - Т. 1: Поезія / Ред. Н. Л. Калениченко; Укл. М. С. Грицюта. — К.: Наук. думка, 1976. — 501,[1] с.: іл.
  - Т. 2: Поезія / Ред. I. I. Басс. — К.: Наук. думка, 1976. — 447 с.
  - Т. 3: Поезія / Ред. П. Й. Колесник; Укл. А. А. Каспрук. — К.: Наук. думка, 1976. — 546,[2] с.: іл.
  - Т. 4: Поезія / Ред. М. Д. Бернштейн; Укл. М. Л. Гончарук. — К.: Наук. думка, 1976. — 467,[5] с.: іл.
  - Т. 5: Поезія / Ред. Ф. П. Погребенник; Укл. М. Л. Гончарук. — К.: Наук. думка, 1976. − 379,[3] с.: іл.
  - Т. 6: Поезія / Ред. О. В. Мишанич; Укл. Л. А. Кочубей, В. I. Крекотень. — К.: Наук. думка, 1976. − 566,[2] с.: іл.
  - Т. 7: Поезія / Ред. В. I. Крекотень; Укл. О. В. Мишанич. — К.: Наук. думка, 1976. − 590,[2] с.: портр.
  - Т. 8: Поетичні переклади та переспіви / Упоряд. В. I. Шевчук, комент. А. О. Білецького та В. I. Шевчука; Ред. А. О. Білецький. — К.: Наук. думка, 1977. — 638 с.
  - Т. 9: Поетичні переклади та переспіви / Ред. I. Ю. Журавська; Укл. Г. М. Сиваченко, В. С. Дроб'язко, Л. А. Кочубей. — К.: Наук. думка, 1977. − 526,[2] с.: портр.
  - Т. 10: Поетичні переклади та переспіви / Упоряд. Ф. П. Погребенника; Ред. О. Є. Засенко. — К.: Наук. думка, 1977. — 479 с.
  - Т. 11: Поетичні переклади та переспіви / Ред. Б. А. Деркач; Укл. Т. П. Маєвська; В.I.Шевчук. — К.: Наук. думка, 1978. — 526,[2] с.: іл., портр.
  - Т. 12: Поетичні переклади та переспіви / Упоряд. та комент. В. I. Шевчука; Ред. Д. В. Затонський. — К.: Наук. думка, 1978. — 727 с.
  - Т. 13: Поетичні переклади та переспіви / Ред. Н. М. Матузова; Укл. В. П. Лук'янова. — К.: Наук. думка, 1978. − 662,[2] с.: іл., портр.
  - Т. 14: Повісті та оповідання (1875—1878) / Ред. I. I. Басс; Укл. Л. Ф. Кодацька. — К.: Наук. думка, 1978. − 474,[3] с.: іл., портр.
  - Т. 15: Повісті та повідання (1878—1882) / Упоряд. та комент. Н. О. Вищневської; Ред. П. П. Колесник. — К.: Наук. думка, 1978. — 511 с., іл., портр.
  - Т. 16: Повісті та оповідання (1882—1887) / Ред. О. Є. Засенко; Укл. Ф. П. Погребенник. — К.: Наук. думка, 1978. — 508,[3] с.: іл., портр.
  - Т. 17: Повісті та оповідання (1882—1888) / Упоряд. та комент. В. С. Дроб'язка, В. Н. Климчука; Ред. Г. Д. Вервес. — К.: Наук. думка, 1979. — 503 с.,іл., портр.
  - Т. 18: Повісті та оповідання (1888—1892) / Ред. П. Й. Колесник; Укл. Н. О. Вишневська. — К.: Наук. думка, 1978. − 484,[3] с.
  - Т. 19: Повісті та оповідання (1892—1896) /Упоряд. та комент. Ю. Л. Булаховської, В., Л. А..Вєдіної:; Ред. М. Д. Бернштейн. — К.: Наук. думка, 1979. — 503 с., іл.,портр.
  - Т. 20: Повісті та оповідання (1896—1900) / Ред. С. Д. Зубков; Укл. М. Л. Гончарук. — К.: Наук. думка, 1979. − 482,[4] с.: іл., портр.
  - Т. 21: Оповідання (1896—1904) / Упоряд. та комент. О. О. Білявської; Ред. I. I. Басс. — К.: Наук. думка, 1979. — 501 с., іл., портр.
  - Т. 22: Повісті та оповідання (1904—1913) / Упоряд. та комент. О. В. Мишанича; Ред. Н. Є. Крутікова. — К.: Наук. думка, 1979. — 519 с.,іл., портр.
  - Т. 23: Драматичні твори / Упоряд. та комент. М. М. Павлюка; Ред. О. Є. Засенко. — К.: Наук. думка, 1979. — 391 с., іл., портр.
  - Т. 24: Драматичні твори / Ред. О. Є. Засенко; Укл. М. М. Павлюк. — К.: Наук. думка, 1979. − 442,[5] с.: іл., портр.
  - Т. 25: Прозові переклади (1877—1913) / Упоряд. та комент. Т. П. Маєвської, О.I. Петровського; Ред. I. Ю. Журавська, Н. Є. Крутікова. — К.: Наук. думка, 1980. — 607 с.
  - Т. 26: Літературно-критичні праці (1876—1885) / Упоряд. та комент. Н. О. Вишневської, Р. Ф. Кирчіва, I. Л. Моторнюка, К. М. Сєкаревої; Ред. В. Л. Микитась, С. В. Щурат. — К.: Наук. думка, 1980. — 462 с., іл., портр.
  - Т. 27: Літературно-критичні праці (1886—1889) / Упоряд. та комент. Р. С. Міщука, М. Д. Родька, Л. Т. Сеника, В. С. Харитонова; Ред. С. В. Щурат, М. Т. Яценко. — К.: Наук. думка, 1980. — 463 с.
  - Т. 28: Літературно-критичні праці (1890—1892) / Упоряд. та комент Н. Р. Мазепа, О. В. Мишанича, Г. А. Нудьги, С. М. Трофимука, Н. I. Чорної; Ред. Н. Є. Крутікова, С. В. Щурат. — К.: Наук. думка, 1980. — 439 с., іл., портр.
  - Т. 29: Літературно-критичні праці (1893—1895) / Упоряд. та комент. Л. А. Гаєвської, П. П. Гонтаря, М. Л. Гончарука, I. О. Денисюка, В. П. Колосової, С. К. Кравченко, Л. I. Міщенко; Ред. В. Л. Микитась, А. М. Халімончук. — К.: Наук. думка, 1981. — 603 с.
  - Т. 30: Літературно-критичні праці (1895—1897) / Упоряд та комент. I. О. Денисюка, С. С. Дідик, Л. О. Гаєвської, В. П. Колосової, Є. М. Черняхівської; Ред. I. I. Дорошенко, Н. Л. Калениченко. — К.: Наук. думка, 1981. — 719 с., іл., портр.
  - Т. 31: Літературно-критичні праці (1897—1899) / Упоряд. та комент. Ю. Л. Булаховської, В. П. Вєдіної, Т. I. Комаринця, К. П. Куткоковець, В. П. Лук'янової, А.I.Скоця; Ред. Г. Д. Вервес, О. Н. Мороз. — К.: Наук. думка, 1981. — 595 с., іл., портр.
  - Т. 32: Літературно-критичні праці (1899—1901) / Упоряд. та комент. Л. А. Кочубей, О. В. Мишанича, Ф. П. Погребенника; Ред. Б. А. Деркач. — К.: Наук. думка, 1981. — 518 с., іл., портр.
  - Т. 33: Літературно-критичні праці (1900—1902) / Упоряд. та комент. Н. О. Вишневської та Н. I. Чорної; Ред. П. П. Колесник. — К.: Наук. думка, 1982. — 527 с.
  - Т. 34: Літературно-критичні праці (1902—1905) / Упоряд. та комент. О. В. Мішанича, Ф. П. Погребенника; Ред. Б. А. Деркач. — К.: Наук. думка, 1981. — 559 с.,іл., портр.
  - Т. 35: Літературно-критичні праці (1903—1905) /Упоряд. та комент. Н. О. Вишневської, М. С. Грицюти; Ред. П. Й. Колесник. — К.: Наук. думка, 1982. — 511 с., іл.
  - Т. 36: Літературно-критичні праці (1905—1906) / Упоряд. та комент. О. О. Білявської, А. В. Горецького; Ред. М. Д. Бернштейн. — К.: Наук. думка, 1982. — 467 с., іл.
  - Т. 37: Літературно-критичні праці (1906—1908) / Упоряд. та комент. М. С. Грицюти; Ред. I. О. Дзеверін. — К.: Наук. думка, 1982. — 678 с., іл.
  - Т. 38: Літературно-критичні праці (1896—1911) / Упоряд. та комент. О. I. Гончара; Ред. М. Т. Яценко. — К.: Наук. думка, 1983. — 619 с.
  - Т. 39: Літературно-критичні праці (1911—1914) / Упоряд. та комент. В. П. Колосової, В. I. Крекотня, Г. I. Павленко; Ред. В. I. Крекотень. — К.: Наук. думка, 1983. — 703 с.
  - Т. 40: Літературно-критичні праці / Упоряд. та комент. В. П. Колосової, В. I. Крекотня, М. В. Мишанича, М. М. Сулими; Ред. О. В. Мишанич. — К.: Наук. думка, 1983. — 559 с.
  - Т. 41: Літературно-критичні праці (1890—1910) / Упоряд. та комент. В. I. Крекотня, Т. Г. Третяченко; Ред. П. Й. Колесник. — К.: Наук. думка, 1984. — 684 с.
  - Т. 42: Фольклористичні праці / Упоряд. та комент. М. Т. Яценка; Ред. О. I. Дей. — К.: Наук. думка, 1984. — 598 с., іл.
  - Т. 43: Фольклористичні та літературно-критичні праці / Упоряд. та комент. М. Т. Яценка; Ред, О. I. Дей. — К.: Наук. думка, 1986. — 482 с., іл.
  - Т. 44. Кн. 1: Економічні праці (1878—1887) / Упоряд. та комент. А. Л. Перковського, Н. О. Тимочко, Є. А. Шаблія, П. В. Юрченка; Ред. Т. I. Дерев'янкін, А. Л. Перковський. — К.: Наук. думка, 1984. — 694 с., іл.
  - Т. 44. Кн. 2: Економічні праці (1888—1907) / Упоряд. та комент. А. Л. Перковського, Н. О. Тимочко, Є. А. Шаблія, П. В. Юрченка; Ред. Т. I. Дерев'янкін. — К.: Наук. думка, 1985. — 767 с., іл.
  - Т. 45: Філософські праці / Упоряд. та комент. В. С. Горського та ін.; Ред. В. Ю. Євдокименко. — К.: Наук. думка, 1986. — 574 с.
  - Т. 46. Кн. 1: Історичні праці (1883—1890) / Упоряд. та комент. В. О. Гавриленко; Ред. Я. Д. Ісаєвич, В. Г. Сарбей. — К.: Наук. думка, 1985. — 701 с.
  - Т. 46. Кн. 2: Історичні праці (1891—1897) / Упоряд. та комент. В. О. Гавриленка та ін.; Ред. Я. Д. Ісаєвич, В. Г. Сарбей. — К.: Наук. думка, 1986. — 438 с.
  - Т. 47: Історичні праці (1898—1913) / Упоряд. та комент. Л. Г. Мостович, Ю. А. Пінчука; Ред. А. В. Санцевич. — К.: Наук. думка, 1986. — 765 с.
  - Т. 48: Листи (1874—1885) / Упоряд. та комент. В. В. Громової та ін.; Ред Н. Л. Калениченко. — К.: Наук. думка, 1986. — 767 с.
  - Т. 49: Листи (1886—1894) / Упоряд. та комент. Н. О. Вишневської та ін.; Ред. Ф. П. Погребенник. — К.: Наукова думка, 1986. — 810 с.
  - Т. 50: Листи (1895—1916) / Упоряд. та комент. М. С. Грицюти та ін.; Ред. М. Д. Бернштейн. — К.: Наукова думка, 1986. — 703 с.
  - Довідковий том / Упоряд. О. Я. Безпальчук та ін.; Ред. О. О. Білявська. — К.: Наукова думка, 1988. — 328 с.
- Франко І. Я. Додаткові томи до Зібрання творів у 50 т. — Т. 52: Оригінальні та перекладні поетичні твори. — К., 2008.
- Мозаїка: Із творів, що не ввійшли до Зібрання творів у 50 томах / Іван Франко; Укл. Зіновія Франко, Михайло Василенко. — Львів: Каменяр, 2001. — 431,[1] с.: портр.

## Вибрані твори
- Проти Ватікану. Передм. та прим. З. Франко, упорядк. Т. Франка та З. Франко — К: Державне видавництво художньої літератури, 1953 — 140 с. + I-XI (тит. арк. та передм.)
- Вибрані твори. Вст. ст. О. Білецького, упорядк. О. Кисельова — К.: Вид-во Академії Наук Української РСР, 1956 — 800 с. + I-XXXII с. (тит. арк., портр. автора та передм.)
- Вибрані суспільно-політичні і філософські твори. — К., 1956
- Про театр і драматургію. — К., 1957.
- Педагогічні статті і висловлювання. — К., 1960.
- Літературна спадщина, т. 1–4. — К., 1956—1967.
- Beiträge zur Geschichte und Kultur der Ukraine. — Берлін, 1963.
- Вибрані твори — Львів: Каменяр, 1977 — 253 с.
- Поезії  та драматичні твори — Львів: Каменяр, 1977 — 200 с.

## Перевидання
- Мойсей. — Університетське видавництво «Пульсари», 2010.
- Франко І. Баляди і роскази / Упор. та вст. ст. Б. Тихолоза ; Комент. і поясн. слів М. Ізбенко ; НАН України. Львів. відділ. Ін-ту літ. ім. Т. Г. Шевченка. — Л., 2007.
- Франко І. З вершин і низин. Збірка поезій Івана Франка: Репринтне відтворення з вид. 1893 р. / Упор. та авт. післямови Б. Якимович. — Л., 2004.
- Франко І. Зів'яле листя / Упоряд. та підгот. текстів Б. Тихолоза. — Л.: Літопис, 2006.

## Інше
- Франко І., Куліш П., Костомаров М. Жидотрєпаніє. — К: МАУП, 2005. — 424 с. ISBN 966-608-437-6
- Франко І.,  Кримський А. Агатангел Кримський — Іван Франко. Епістолярні діалоги (1890–1904). — Фоліо, 2022. — 478 с. ISBN 978-966-03-9612-8

## Тексти творів
- Український Центр
- Твори Івана Франка[недоступне посилання з липня 2019]
- Зібрання творів: В 50 т.+4 додаткові томи на chtyvo.org.ua
- Франко І. Твори в 50-ти томах+доповнення (У 56-и томах) (djvu, pdf)
- Іван Якович Франко на сайті Укрліт.org
- Твори Івана Яковича Франка в електронній бібліотеці «Відкрита книга»
- Franko, Ivan, 1856—1916 — книги І. Франка в Інтернет-архіві
- Твори Івана Франка для дітей
- Франко І. МОЗАЇКА: Із творів, що не ввійшли до Зібрання творів у 50 томах" Упоряд.: З. Франко, М. Василенко. — Львів: Каменяр, 2001. — 434 с.
- Франко І. Я. Борислав сміється: повість / І. Я. Франко. — Київ: Рад. шк., 1948. — 248 с. — (Шкільна бібліотека класиків).
- Франко І. Сон князя Святослава: драма-казка у 5 діях / Іван Франко ; зі вступ. і прим. Петра Ол. Коструби. — Львів: Накладня Укр. Книгарні й Антикварні у Львові, 1929. — 88 с.
- І. Франко Чутливість на барви, її розвиток і значення в органічній природі: Реферат на працю американського природознавця Аллена Ґранта
- Казки Івана Франка // Українські літературні казки
- Франко І. Сон князя Святослава: драма-казка у 5 діях / Іван Франко ; зі вступ. і прим. Петра Ол. Коструби. — Львів: Накладня Укр. Книгарні й Антикварні у Львові, 1929. — 88 с.
- Франко І. Я. Панщина та її скасованє 1848 р. в Галичині / написав Іван Франко. — 2-ге, поправл. вид. — У Львові: З друк. Наук. т-ва ім. Шевченка, 1913. — 248 с. — (Літературно-наукова бібліотека ; ч. 155).
- Франко І. Захар Беркут / Іван Франко ; передм., прим. М. З. Легкого. — Харків: Фоліо, 2017. — 279 с.
- Франко І. Зів'яле листя: поезії / І. Франко. — Торонто: б. в., 1946. — 66 с. — «Слова на дорогу» ; ч. 13).
- Франко І. Панські жарти: поема з остатнїх часів панщини / Іван Франко. — Нью-Йорк: Укр. Книгарня Т. Шевченка, 1919. — 156 с.
- Франко І. Я. Казки: (зб. «Коли ще звірі говорили»). Ч. 3: Лисичка кума ; Лисичка і Рак ; Старе добро забувається ; Їжак і Заяць ; Осел і Лев / І. Я. Франко ; іл. в тексті мистця П. Лапина ; обгортка і вклад. кольор. іл. мистця П. Ковжуна. — Львів: Накладня Укр. Книгарні і Антикварні, 1924. — 32 с.: іл.
- Франко І. Про Е. Золя / І. Франко ; ред. І. Лизанівський ; вступ. ст. П. Христюк. — Харків: Рух, 1931. — 170 с.
- Франко И. Захар Беркут / Иван Франко ; рис. Г. Пустовийта. — М. ; Л.: Детгиз, 1946. — 176 с.
- Франко І. Профілі й маски / І. Франко ; упорядкув., вступ. ст., коментарі та пояснення слів Б. Тихолоза ; Ін-т л-ри ім. Т. Г. Шевченка НАН України. — Харків: Фоліо, 2008. — 638 с.
- Франко І. Я. Украдене щастя / Іван Франко ; упорядкув., вступ. ст., комент. Б. Тихолоза. — Харків: Фоліо, 2012. — 638 с.
- Франко І. Я. Лірика / І. Я. Франко. — Харків: Фоліо, 2013. — 253 с.
- Франко І. Я. Моя любов / І. Я. Франко. — Харків: Фоліо, 2006. — 398 с.
- Іван Франко / гл. ред. Мезенцева. — Харків: Фоліо, 2013. — 125 с.
- Стороженко М. Нарис історії Західно-Европейської літератури д окінця XVIII віку / Микола Стороженко ; з рос. пер. С. Петлюра і Н. Романович ; вид. під ред. І. Франка. — Львів: Укр.-рус. Вид. спілка, 1905. — 390 с. — (Літературно-наукова б-ка Українсько-руської видавничої спілки. Серія. 1 ; ч. 94-95).
- Франко І. Чотири казки / Іван Франко. — Нью-Йорк: Наклад М. Січинського, 1918. — 32 с.
- Франко І. Я. Учитель: комедія в 3-х діях / Іван Франко. — 2-ге вид. — Київ: Друк. 1-ї Київ. друк. спілки, 1911. — 76 с.
- Франко І. Я. Учитель: комедія в трьох діях / Іван Франко. — 3-тє вид. — Львів: Друк. Наук. т-ва ім. Шевченка, 1926. — 62 с. — (Український театр ; ч. 24-25).
- Українсько-руський архів. Т. 2: Громадські шпіхлірі в Галичині, 1784—1840 р. / Іст.-філософ. секція Наук. т-ва ім. Шевченка ; збірка док. і розвідок І. Франка — У Львові: Накладом Наук. т-ва ім. Шевченка, 1907. — 320 с.
- Франко І. Украдене щастя: драма з сільського життя в 5 діях / Іван Франко. — Харків: Рух, 1924. — 64 с. — (Театральна бібліотека ; ч. 14).
- Франко І. Украдене щастя: драма з сіл. життя в 5 діях / Іван Франко. — Київ: Мистецтво, 1945. — 104 с. — (Бібліотека української драматургії).
- Франко И. Я. У окна / Франко. — СПб.: б. и., 19–?, 23 с. — (Книжка за книжкою ; кн. 150).
- Франко І. Староруські оповідання. Справоздане: з діяльності Т-ва «Просвіта»: за час від 1 січ. 1898 до 31 груд. 1899 / вибрав і переповів Іван Франко. — У Львові: Друк. Наук. т-ва ім. Шевчекна, 1900. — 70 с.
- Франко І. Semper tiro: зб. поезій / Іван Франко. — Вид. 2-ге. — Черкаси: Сіяч, 1917. — 136 с.
- Франко І. Сатири / Іван Франко. — Київ: Держ. вид-во України, 1924. — 90 с. — (Селянська бібліотека).
- Франко І. Смерть Каїна / Ів. Франко ; вступ. ст. П. Филиповича. — Київ: Слово, 1924. — 65 с. — (Українське письменство).
- Франко И. Сам виноват: рассказ Ивана Франка / (пер. с малорус. Л. У. Леся Украинка). — Ростов н/Д: Донская Речь, 1903?, 12 с.
- Франко І. Сам собі винен: оповідання / Іван Франко. — Харків: Рух, 1930. — 11 с.
- Франко І. Русько-українська література / написав др. Іван Франко. — Чернівці: Накладом ред. «Буковини», 1898. — 35 с.
- Франко І. Про Л. Толстого / Іван Франко ; ред. І. Лизанівського ; вступ. ст. П. Христюка. — Харків: Рух, 19–?, 119 с.
- Франко І. Полуйка і інші бориславські оповідання / Іван Франко. — Львів: Накладом Укр.-рус. вид. спілки, 1899. — 97 с.
- Франко І. Поезії / І. Франко ; ред. та вступ. ст. М. Зерова. — Київ: Книгоспілка, 1925. — 200 с.
- Ярославенко Я. Д. Пластовий марш: «Сонце по небі колує …» / музика Я. Ярославенка ; слова І. Франка (В дорогу). — Львів: Муз. накладня «Торбан», 19–?. — 3 с.
- Франко І. Оповідання / Іван Франко. — Львів: Накладом Укр. Книгарні і Антикварні у Львові, 1929. — 95 с.
- Франко І. Оповідання / Іван Франко. — Київ: Молодий більшовик, 1939. — 280 с. — (Українська класична література).
- Збірник історично-фільософічної секції наукового товариства ім. Шевченка. Т. V: Матеріяли до історії духового житя Галицької Руси XVIII—XIX в. / зібрані Мих. Зубрицьким, Юр. Кмітом, Ів. Кобилецьким, Ів. Е. Левицьким і Ів. Франком. — 1902. — У Львові: Друк. Наук. т-ва ім. Шевченка, 1902. — 342 с.
- Етнографічний збірник. Т. 10: Галицько-руські народні приповідки, вип. 1: (А-Відати) / зібрав, упоряд. і пояснив др. І. Франко. — Львів: Друк. Наук т-ва ім. Шевченка, 1901. — 210 с.
- Етнографічний збірник. Т. 16: Галицько-руські народні приповідки, вип. 2: (Відати-діти) / зібрав, упоряд. і пояснив др. І. Франко. — Львів: Друк. Наук т-ва ім. Шевчен-ка, 1905. — 210 с.
- Етнографічний збірник. Т. 23: Галицько-руські народні приповідки, т. 2, вип. 1: (Діти-Кпити) / зібрав, упоряд. і пояснив др. І. Франко. — Львів: Друк. Наук т-ва ім. Шевченка, 1907. — 300 с.
- Етнографічний збірник. Т. 27: Галицько-руські народні проповідки, т. 3, вип. 1: (Рабунок-Час) / зібрав, упоряд. і пояснив др. І. Франко. — Львів: Друк. Наук т-ва ім. Шевченка, 1909. — 300 с.
- Етнографічний збірник. Т. 28: Галицько-руські народні приповідки, т. 3: (Час-Ячмінь) / зібрав, упоряд. і пояснив др. І. Франко. — Львів: Друк. Наук т-ва ім. Шевченка, 1910. — 300 с.
- Франко І. Пісня і праця: вибір оповід. і поезій / Іван Франко. — Львів: Накладом Ювіл. ком, 1926. — 176 с.
- Франко І. Петрії й Довбущуки: оповіданнє: в 2 ч. / Іван Франко. — Скрентон: Вид-во просвітньої коміс. Рус. Нар. Союза, 1916. — 232 с.
- Франко І. Перехресні стежки: повіть / Іван Франко. — Київ: Ляйпціг: Укр. накладня, 19–?. — 480 с.
- Франко І. Панщизняний хліб / І. Франко. — Б. м.: Держ. літ. вид-во, 1935. — 20 с.
- Франко І. Я. Панські жарти: поема / Ів. Франко. — Київ: Криниця, 1917. — 111 с.
- Франко І. Я. народна справа і попи / Іван Франко ; федерація українців в Злучених державах. — Нью Йорк: Укр. друк. і Вид. спілка, 1918. — 20 с.
- Франко І. Я. Нарис історії українсько-руської літератури до 1890 р.: з портр. авт. / — Львів: накладом Укр.-рус. вид. спілки, 1910. — 450 с.
- Франко И. На дне: рассказ / Иван Франко. — 2-е изд. — Ростов н/Д: Изд. Н. Парамонова «Донская речь», 1906. — 72 с.
- Франко І. Муляр ; Сам собі винен / І. Франко. — Харків ; Київ: Літ. і мистецтво, 1933. — 28 с. — (Масова художня бібліотека).
- Франко І. Молода Україна. Ч. 1: Провідні ідеї й епізоди / писання Івана Франка. — Львів: Накладом Укр.-рус. вид. спілки, 1910. — 150 с.
- Франко І. Мойсей: поема./ Іван Франко. — 3-тє вид. — Львів: Київ: Франко син і спілка: Накладом вид-ва «Нові шляхи», 1922. — 65. — (Новітня бібліотека ; ч. 41).
- Франко И. Я. Леса и пастбища: (рассказ бывшего уполномоченного) / И. Франко. — Ростов н/Д: Изд. Н. Парамонова «Донская Речь», 1906. — 16 с.
- Франко І. Малий Мирон та інші оповідання: [для дит. б-к] / Іван Франко. — Київ: Держвидав України, 1924. — 204 с. — (Бібліотека молодого ленінця).
- Франко І. Я. Ворони і сови / Іван Франко ; текст виправив В. Тодосів ; зілюстрував П. Лапин. — Харків: Рух, 1926. — 48 с.
- Франко І. Я. Майстер Чирняк: комедія в одній дії / Ів. Франко. — Харків: Рух, 1924. — 32 с. — (Театральна бібліотека ; ч. 12).
- Франко І. Я. Ліси й пасовиська / І. Франко. — Київ: Держ. літ. вид-во, 1936. — 24 с.
- Франко І. Я. Лис Микита: казка / з нім. переробив І. Франко. — Харків: Рух, 1919. — 158 с.
- Франко І. Мойсей: поема / Іван Франко. — Львів: Друк. Наук. т-ва ім. Шевченка, 1905. — 102 с.
- Франко І. Я. Захар Беркут: образ громад. життя Карпат. Руси в XIII віці / Іван Франко. — Київ ; Ляйпціг: Укр. накладня, 19–?. — 254 с.
- Франко І. Я. Коваль Бассім: араб. казка / Іван Франко. — 3-тє вид. — Львів ; Київ: Накладом Укр. книгарні і антикварні, 1924. — 150 с.
- Франко І. Я. Злісний сидір: із давніх споминок молодости / Іван Франко. — Харків: Рух, 1930. — 15 с.
- Франко І. Я. Зів'яле листя: лір. драма / Іван Франко. — 3-тє вид. — Львів ; Київ: З друк. Наук. Т-ва ім. Шевченка, 1922. — 76 с.
- Франко И. Я. Збирнык творив. Т. 1, ч. 1: В поті чола: оповідання / Иван Франко — У Києві: З друк. Петра Барського, 1903. — 254 с.
- Франко І. Я. Збірка оповідань і віршів: з нагоди 10-ї річниці смерти / Іван Франко. — Ужгород: Друк. ОО. Василіян, 1926. — 24 с.
- Франко І. Я. З вершин і низин: зб. поет. творів, 1873—1893: в дод «Зівяле листє» й «Великі роковини» / Іван Франко ; передм. В. Сімовича. — Київ ; Ляйпціг: Укр. накладня, 1920. — 720 с.: фото., портр.
- Франко І. Я. До світла / Іван Франко. Червоний шлях, 1924. — 32 с.
- Франко І. Я. Для домашнього огнища: повість Іван Франка. — Вінніпег: Укр. Вид. Спілка «Укр. Голосу», 1920. — 141 с.
- Франко І. Я. Грицева шкільна наука / Іван Франко. — Київ: 1940. — 20 с.
- Франко І. Я. Вічний революціонер: вірші / І. Франко. — Київ: Київ. філ., 1920. — 46 с. — (Універсальна бібліотека ; № 1).
- Франко І. Я. Вибір поезій Івана Франка. — Salem (Massachusetts): Накладом друк. М. Галька і Г. Лесюка, 1908. — 36 с.: портр.
- Франко І. Я. Великий шум: повість / Іван Франко — 2-ге вид. — Черкаси: Вид. т-во «Сіяч», 1918. — 104 с.
- Франко І. Я. Борислав сміється: повість / І. Франко. — Харків: Літ. і мистецтво, 1932. — 291 с.
- Франко І. Я. Boa Constrictor ; (Боа Констриктор): перша ред. (1878 р.) / І. Франко. — Київ: Держ. літ. вид-во, 1936. — 110 с.: портр. — (Бібліотека класиків).
- Франко И. Я. В поте лица: очерки из жизни рабочего люда / Ив. Франко ; пер. О. Румивомой и Р. Ольгина ; с предисл. и под ред. М. Славинского. — СПб.: Изд. М. Д. Орехова, 19–?. — 4, 383 с.
- Франко І. Я. В поті чола: (вибір з оповідань) / Іван Франко ; передне слово А. Крушельницького. — Коломия: Вид. Філії т-ва «Учительська громада», 1910. — 93 с. — (Вибрані твори українського письменства ; 4).
- Франко І. Я. В. Плєн-єрі / вірші і проза Івана Франка. — У Львові: Наук. т-во ім. Шевченка, 1899. — 36 с.
- Франко І. Я. Будка ч. 27: драма в одній дії / Ів. Франко. — Харків: Рух, 1924. — 30 с. — (Театральна бібліотека ; ч. 13).
- Франко І. Я. Бориславські оповідання / Іван Франко. — Київ ; Харків: Держ. літ. вид-во, 1935. — 252 с.: портр. — (Бібліотека художньої літератури).
- Франко І. Я. Борислав сміється: повість / Іван Франко ; рис. на опр., титул, портр. та іл. худож. В. Касіяна. — Київ: Молодий більшовик, 1936. — 344 с.: іл. — (Українська класична література).
- Франко І. Я. Апокрифи і легенди з українських рукописів. Т4. Апокріфи есхатольогічні / зібрав, упорядкував і пояснив І. Франко. — Львів: Наук. Т-во ім. Шевченка, 1906. — 524 с.
- Франко І. Я. Боа Констріктор: повість / Іван Франко. — Київ: Радян. Україна, 1945. — 56 с. — (Бібліотека додатків журналу «Україна»).
- Франко І. Я. Без праці: казка / Іван Франко. — Харків: Рух, 1925. — 104 с.
- Франко І. Я. Батьківщина: (оповідання) / Іван Франко. — Харків: Рух, 1926. — 56 с.
- Франко І. Я. Апокрифи і легенди з українських рукописів. Т. II: Апокрифи новозавітні: А. Апокріфічні євангелі / зібрав, упорядкував і пояснив І. Франко. — Львів: Наук. Т-во ім. Шевченка, 1899. — 443 с. — (Памятки українсько-руської мови і літератури / видає археографічна комісия Наук. т-ва ім. Шевченка).
- Франко І. Я. Апокрифи і легенди з українських рукописів. Т. 3: Апокрифи новозавітні: Б.Апокрифічні діяння апостолів / зібрав, упорядкував і пояснив І. Франко. — Львів: наук. Т-во ім. Шевченка, 1902. — 360 с. — (Памятки українсько-руської мовиі літератури / Видає архевграфічна комісия Наук. т-ва ім. Шевченка).
- Акорди: антологія укр. лірики: від смерті Шевченка / уложив І. Франко ; з іл. Ю. Панькевича. — У Львові: Накладом Укр.-рус. вид. спілки, 1903. — 316 с.: іл.
- Франко І. Вибрані поезії / Іван Франко ; за ред. М. Бажана. — Укрвидав, 1943. — 274 с.
- Франко І. Вибрані твори / Іван Франко ; за ред. О. Сашко. — вид. 3-тє. — Харків ; Київ: Держвидав України, 1930. — 293 с.
- Франко І. Вибрані твори / Ів. Франко. — Харків; Одеса: Дитвидав, 1934. — 194 с. — (Шкільна бібліотека для дітей старшого віку. Третій концентр).
- Франко І. Вибрані твори: в 5 т. Т. 1: Оповідання / Іван Франко ; ред. Е. Кулик ; худож. Г. Пустовійт. — Держ. літ. вид-во, 1935. — 440 с.
- Франко І. Я. Вибрані твори: в 5 т. Т. 3: Повісті / Іван Франко ; ред. Е. Кулик ; худож. Г. Пустовійт. — Держ. літ. вид-во, 1936. — 482 с.
- Франко І. Вибрані твори: в 5 т. Т. 4: Оповідання, казки і сатира / Іван Франко ; ред. Е. Кулик ; худож. Г. Пустовійт. — Держ. літ. вид-во, 1936. — 520 с.
- Франко І. Вибрані твори: проза: до вжитку в дит. Книгозбірнях установ соцвиху / Іван Франко ; упорядкував О. Парадиський. — Вид. 2-ге. — Харків: Держ. вид-во України, 1929. — 298 с. — (Дитяча бібліотека українських письменників / за ред. В. Арнаутова, О. Попова).
- Франко І. Твори. Т. 28, кн. 1: З чужих літератур: драм. поеми та інше / Іван Франко ; до друку вигот. Ів. Лизанівський ; за заг. ред. С. Пилипенка. — Харків: Рух, 1929. — 480 с.
- Франко І. Твори. Т. 28, кн. 2: З чужих літератур: драм. поеми та інше / Іван Франко ; до друку виготував І. Лизанівський ; за заг. ред. С. Пилипенка. — Харків: Рух, 1929?. — 430 с.
- Франко І. Твори. Т. 29, кн. 1: З чужих літератур: повісті й оповідання / Іван Франко ; до друку вигот. Ів. Лизанівський ; за заг. ред. С. Пилипенка. — Б. м.: Книгоспілка, 19–?. — 516 с.
- Франко І. Я. Твори: в 25 томах. Т. 12: Лис Микита ; Пригоди Дон-Кіхота ; Абу Касимові капці ; Коваль Бассім / Іван Франко ; Акад. наук УРСР, Ін-т укр. літ. ім. Т. Г. Шевченка ; за ред.: О. І. Білецького та ін. — Київ: Держ. літ. вид-во, 1941. — 419 с. арк. портр.
- Франко І. Я. Твори. Т. 12: Борислав сміється: повість / Іван Франко ; заг. ред. С. Пилипенка. — Вид. 4-те. — Харків: Рух, 1931. — 333 с.
- Франко І. Я. Твори. Т. 15: Для домашнього вогнища: повість / Іван Франко ; до друку виготував Ів. Лизанівський ; за заг. ред. С. Пилипенка. — Харків: Рух, 1927. — 203 с.
- Франко І. Я. Твори. Т. 16: Перехресні стежки: повість / Іван Франко ; до друку виготував Ів. Лизанівський ; за заг. ред. С. Пилипенка. — Харків: Рух, 1927. — 428 с.
- Франко І. Я. Твори. Т. 20, ч. 1: З вершин і низин: поезії / Іван Франко ; виготував до друку. Ів. Лизанівський ; за заг. ред. С. Пилипенка. — Харків: Книгоспілка, 1926. — 271 с.
- Франко І. Я. Твори. Т. 21, кн. 2: Поезії. З вершин і низин, ч. 2 / Іван Франко ; до друку виготував Ів. Лизанівський ; за заг. ред. С. Пилипенка. — Харків: Рух, 1926. — 297 с.
- Франко І. Я. Твори. Т. 22, кн. 3: Поезії: Мій «Ізмарагд»; Semper tiro / Іван Франко ; до друку виготував Ів. Лизанівський ; за заг. ред. С. Пилипенка. — Харків: Рух, 1927. — 273 с.
- Франко І. Я. Твори. Т. 23: Поезії, кн. 4: Зів'яле листя ; Із днів журби / Іван Франко ; до друку виготував Ів. Лизанівський ; за заг. ред. С. Пилипенка. — Харків: Рух, 1927. — 236, 3 с.
- Франко І. Твори. Т. 24: Поеми / Іван Франко ; до друку виготував І. Лизанівський ; за заг. ред. С. Пилипенка. — Харків: Рух, 1928. — 324 с.
- Франко І. Твори. Т. 25: Твори / Іван Франко ; до друку виготував І. Лизанівський ; за заг. ред. С. Пилипенка. — Київ: Книгоспілка, 19–?. — 324 с.
- Франко І. Твори / Іван Франко. Т. 1, кн. 1: Оповідання. — 2-ге вид. — Харків: Рух, 1929. — С. 3 — 184 с.
- Франко І. Твори. Т. 2, кн. 2: Оповідання / Іван Франко ; ред. Ів. Лизанівського ; заг. ред. С. Пилипенка. — Харків: РУХ, 1930. — 615 с.
- Франко І. Твори. Т. 3, кн. 3: Оповідання / Іван Франко ; до друку вигот. Ів. Лизанівський ; за заг. ред. С. Пилипенка. — Харків: Рух, 1925. — 271 с.
- Франко І. Твори. Т. 5, кн. 5: Оповідання / Іван Франко ; до друку виготував І. Лизанівський ; за заг. ред. С. Пилипенка. — Харків: Рух, 1929. — 284 с.
- Франко І. Твори. Т. 6, кн. 6: Оповідання / Іван Франко ; до друку виготував І. Лизанівський ; за заг. ред. С. Пилипенка. — Харків: Рух, 1929. — 213 с.
- Франко І. Твори. Т. 7, кн. 7: Оповідання / Іван Франко ; до друку виготував І. Лизанівський ; за заг. ред. С. Пилипенка. — Харків: Рух, 1931. — 399 с.
- Франко І. Твори. Т. 8, кн. 8: Оповідання / Іван Франко ; до друку виготував І. Лизанівський ; за заг. ред. С. Пилипенка. — Харків: Рух, 1927. — 324 с.
- Франко І. Твори. Т. 9, кн. 9: Оповідання / Іван Франко ; до друку виготував І. Лизанівський ; за заг. ред. С. Пилипенка. — Харків: Рух, 1927. — 251 с.
- Франко І. Твори. Т. 11: Boa constrictor / Іван Франко ; до друку виготував І. Лизанівський ; за заг. ред. С. Пилипенка. — Харків: Рух, 1927. — 155 с.
- Франко І. Твори: в трьох томах / Іван Франко ; виготував до друку І. Лизанівський ; за заг. ред. С. Пилипенка. — Харків ; Київ: Книгоспілка, 1925. — 789 с.
- Франко І. Я. Біблійне оповідання про сотворення світу в світлі науки: філософії доктора / Ів. Франко ; доповнив, додав пояснення, образки і мапу проф. др. Ол. Сушко. — Вінніпеґ: Коштом Івана Ковалюка, 1918. — 118 с.
- Франко И. Стихотворения: в пер. рус. поэтов / Иван Франко ; под ред. Вс. Рождественского ; ред. текста, вступ. ст. и примеч. И. Я. Айзенштока. — Л.: Сов. писатель, 1941. — 402 с. — (Библиотека поэта. Малая серия / основана М. Горьким).
- Пригоди Дон Кіхота / с еспан. повісті переробив І. Я. Франко. — 3-тє поправлене вид. — Львів: Накладом Укр.-рус. вид. спілки, 1913. — 151 с.
- Франко I Вибрані твори: в одному томі / Іван Франко ; за ред. Е. Кулик ; передм. П. Колесника ; упоряд. А. Хуторян. — Харків: Держ. літ. вид-во, 1936. — 604 с.
- Франко И. Збирнык творив: оповидання: в 3-х томах / Иван Франко. — У Киеве: З друк. Петра Барського, 1903. — 254, 240, 273 с.
- Франко І. Як ченці дітей навчали / Іван Франко. — Харків: Держ. вид-во України, 1924. — 12 с.
- Франко І. Три міхи хитрощів / І. Франко ; пер. В. Шурко ; мал. Кремінського. — Київ: Культура, 1929. — 12 с.: іл.
- Франко И. Три короба хитростей / И. Я. Франко ; рис. Креминского. — Киев: Культура, 192-?. — 9 с.: ил.
- Франко І. Ріпка / Іван Франко. — Харків: Держ. вид-во України, 1924. — 7 с.: іл., ноти.
- Франко І. Отець гуморист: для дит. б-к / Іван Франко. — 3-тє вид. — Харків: Держ. вид-во України, 1930. — 46 с.: іл.
- Франко І. Мурко й Бурко / Ів. Франко. — Київ: Культура, 1928?. — 12 с.: іл.
- Франко І. Лис Микита: для дітей серед. віку / Ів. Франко ; мал. Кеша ; переробив М. Рильський. — Одеса: Дитвидав, 1935. — 112 с.: іл.
- Франко І. Казки / Ів. Франко ; мал. О. Маренкова. — Вид. 3-тє. — Київ ; Одеса: Дитвидав ЦК ЛКСМУ, 1937?. — 20 с.
- Франко І. Добрий заробок / І. Франко ; мал. худ. Сторожниченка. — Харків: Укр. робітник, 1930. — 16 с.: іл. — (Дешева дитяча бібліотека).
- Франко І. До світла / Іван Франко. — 2-ге вид. — Харків: Держ. вид-во України, 1928. — 32 с.: іл. — (Універсальна дитяча бібліотека, № 16).
- Франко І. Грицева шкільна наука / Ів. Франко. — Харків: Укр. робітник, 1930. — 16 с.: іл.
- Франко И. Война между волком и собакою / Иван Франко ; рис. Б. В. Силкина. — Киев: Культура, 1929?. — 11 с.
- Франко І. Мурко й Бурко: байка Ів. Франка ; іл. П. Лапин. — Київ: Т-во «Вернигора», 1919. — 15 с.
- Франко І. Муляр: оповідання / Іван Франко. — Харків: Рух, 1930. — 8 с.
- Франко І. Лис і дрозд: байка / І. Франко ; мал. П. Лапіна. — Київ: Т-во «Вернигора», 1919. — 16 с.
- Франко І. Лисичка кума ; Вовк Старшиною: казки / І. Франко. — Київ: Вернигора, 19–?. — 15 с.
- Франко І. Казки: Фарбований лис ; Війна між Псом і Вовком / Ів. Франко. — Київ: Книгоспілка, 1923. — 24 с.
- Франко І. Я. Казки / Ів. Франко ; мал. і обгортка худож. П. Лапина. — Київ: Книгоспілка, 1923. — 26 с.
- Франко І. Я. Казки / І. Я. Франко ; мал. і обгортка худож. П. Лапина. — Київ: Книгоспілка, 1923. — 39 с.
- Франко І. Я. Казки / Ів. Франко ; мал. і обгортка П. Лапина. — Київ: Книгоспілка, 1923. — 32 с.
- Франко І. Ворона і гадюка: байка І. Франка ; ред. В. Тодосів ; іл. П. Лапин. — Київ: Т-во «Вернигора», 1920. — 14 с.
- Франко І. Жіноча неволя в руских піснях народних / написав Іван Франко. — У Львові: Накладом ред. «Зоря»; З друк. Т-ва ім. Шевченка, 1883. — 50 с.
- Етнографічний збірник. Т. 5 / вид. під ред. Івана Франка / видає етногр. коміс. Наук. Т-ва ім. Шевченка. — У Львові: Накладом Наук. Т-ва ім. Шевченка: З друк. Наук. Т-ва ім. Шевченка під зарядом К. Беднарського, 1898. — VI, 267 с.
- Франко І. Батьківщина і інші оповідання / Іван Франко. — Едмонтон, Альберта: Накладом і друком «Новин», 1919. — 59 с.
- Кобилецький Ю. C. Поетична творчість Івана Франка / Юрій Кобилецький ; ред. та передм. О. І. Білецького. — Київ: Держ. вид-во худож. літ., 1946. — 157 с.

## Бібліографія про постать Івана Франка
- Багалій Д. Іван Франко як науковий діяч // Україна. — К., 1926. — Кн. 6.
- Білецький О. Художня проза. Поезія. Світове значення Івана Франка // Зібрання праць: У 5 т. — К., 1965. — Т. 2.
- Білецький О., Басс І., Кисельов О. Іван Франко. Життя і творчість. — К., 1956.
- Брагінець А. Філософські і суспільно-політичні погляди Івана Франка. — Л., 1956.
- Вервес Г. Іван Франко і питання українсько-польських літературно-громадських взаємин 70—90-их pp. XIX ст. — К., 1957.
- Вірник Д., Голубовська Є. Економічні погляди Івана Франка. — К., 1956.
- Возняк М. Велетень думки і праці. — К., 1958.
- Возняк М. Житє і значінє Івана Франка. — Л., 1913.
- Возняк М. З життя і творчості Івана Франка. — К., 1955.
- Возняк М. Іван Франко в добі радикалізму // Україна. — К. 1926. — Кн. 6.
- Возняк М. Матеріали до життєпису Івана Франка // За сто літ. — К., 1927. — Кн. І.
- Войтюк А. Літературознавчі концепції Івана Франка. — К., 1981.
- Войтюк А. “Агресивність та безоглядність… на щастя, не ввійшли глибше в душу нашого народу”: [І. Франко про Берестейську унію 1596 р.] // Віче, 1996, №1. — С. 136-145.
- Гнатюк М. «Твоїми говоритиму устами…». Іван Франко в контексті свого часу. — К., 2021.
- Горак Р. Твого ім'я не вимовлю ніколи. Повість-есе про Івана Франка / Роман Горак. — К.: Видавничий центр «Академія», 2008.]
- Гординський Я. Сучасне франкознавство (1916—1932) // ЗНТШ. — Л., 1935. — Т. CLIII.
- Грицак Я. Пророк у своїй вітчизні. Франко та його спільнота (1856—1886). — К. : Критика, 2006. — 632 с. — ISBN 966-7679-96-9.
- Гром Г. Франкові Нагуєвичі. — Дрогобич: Видавнича фірма «Відродження», 2004. — 280 с.
- Грушевський М. Апостолові праці // Україна. — К., 1926. — Кн. 6.
- Дей О. Іван Франко. — К., 1981.
- Дей О. Іван Франко і народна творчість. — К., 1955.
- Дорошенко В. Великий Каменяр. Життя й заслуги Івана Франка. — Вінніпеґ, 1956.
- Дорошенко В. Спис творів Івана Франка з додатком спогадів про нього і рецензій на його писання // Матеріали до укр. бібліографії. — Л.: Вид. НТШ, 1918. — Т. IV.
- Дорошенко В. Страдницький шлях Івана Франка // ЗНТШ. — Нью-Йорк, 1957. — Т. CLXVI.
- Енциклопедія українознавства : Словникова частина : [в 11 т.] / Наукове товариство імені Шевченка ; гол. ред. проф., д-р Володимир Кубійович. — Париж — Нью-Йорк : Молоде життя, 1955—1995. — ISBN 5-7707-4049-3.
- Євшан М. Іван Франко. Нарис його літературної діяльності // Літературно-науковий вісник. — 1913. — Кн. 9.
- Єфремов С. Співець боротьби і контрастів. — К., 1913.
- Жулинський М. Він знав, «як много важить слово…». — К.: ВЦ «Просвіта», 2008. — 136 с.
- Журавська І. Іван Франко і зарубіжні літератури. — К., 1961.
- Зеров М. Франко — поет // До джерел. — Кр.; Л., 1943.
- Іван Франко. Документи і матеріали, 1856—1965. — К., 1966.
- Іван Франко: Збірник / За заг. ред. І. Лакизи, П. Филиповича, П. Кияниці. — X.: Книгоспілка, 1926.
- Іван Франко — майстер слова і дослідник літератури. — К., 1981.
- Іван Франко. «Сон князя Святослава» (1895). Критична стаття.
- Іван Франко. Статті і матеріали: Збірник. — Л., 1948—1965. — Вип. І—XII.
- Іван Франко: Тексти. Факти. Інтерпретації: збірник наукових праць. — Київ; Львів, 2011. — 440 с.
- Іван Франко у спогадах сучасників. — Л., 1956.
- Іван Франко: «Я єсть пролог…»: Матеріали Міжнародного наукового конгресу до 160-річчя від дня народження Івана Франка (Львів, 22–24 вересня 2016 р.): Том 1. — Львів: ЛНУ ім. І. Франка, 2019. — 807 с.
- Іван Франко як історик: Збірник статей. — К., 1956.
- Іванишин П. В. Іван Франко і національне буття: герменевтичні акценти: монографія. — Дрогобич: Посвіт, 2016. — 172 с.
- Кирилюк Є. Вічний революціонер. — К., 1966.
- Кирилюк Є. Іван Франко: Біографічний нарис. — К., 1956.
- Колесник П. Син народу. — К., 1957.
- Колесса О. Наукова діяльність Івана Франка // Літературно-науковий вісник. — 1913. — Кн. 9.
- Кримський А. Іван Франко. — Л., 1900.
- Коцюбинський М. Іван Франко. — К., 1917.
- Кравців Б. Суспільно-політичні погляди Івана франка й радянське франкознавство // Іван Франко про соціалізм і марксизм. — Нью-Йорк, 1966.
- Лисенко О. Соціологічні погляди Івана Франка. — К., 1958.
- Лозинський М. Іван Франко. Життя і діяльність. Значіння. — Відень : Вид. СВУ, 1917.
- Ломова М. Етнографічна діяльність Івана Франка. — К., 1957.
- Луців Лука. Іван Франко — борець за національну і соціальну справедливість. — Ню Йорк, Джерзи Ситі : Наукове Тов-во ім. Шевченка, Свобода; 1967. — 654 с.
- Малий словник історії України / відпов. ред. В. А. Смолій. — К. : Либідь, 1997. — 464 с. — ISBN 5-325-00781-5.
- Малишко Д. Д. Перекладацька спадщина І. Я. Франка.
- Медвідь І. Пророк чи єретик? Релігійний світогляд Івана Франка та його взаємини з духовенством. — Львів: Вид-во Українського католицького університету, 2023. — 423 с.
- Медвідь І. А. Характер та еволюція релігійних поглядів Івана Франка: на прикладі ставлення до Греко-католицької церкви. Дисертація на здобуття наукового ступеня кандидата історичних наук. Спеціальність 07.00.01. Історія України. Львів, 2017.
- Мельничук Б., Уніят В. Іван Франко і Тернопільщина. — Тернопіль : Тернограф, 2012. — 280 с. — ISBN 978-966-457-087-6.
- Микитась В. Ідеологічна боротьба навколо спадщини Івана Франка. — К., 1978.
- Микитюк В. Педагогічні концепти Івана Франка (теорія та методика навчання літератури). — Львів: ЛНУ імені Івана Франка, 2017. — 408 с.
- Мороз М. Іван Франко. Бібліографія творів 1874—1964. — К., 1966.
- Мороз М. Літопис життя і творчості Івана Франка: у 3 т. — Львів: АРТОС, 2016—2017.
- Нахлік Є. К. Віражі Франкового духу: Світогляд. Ідеологія. Література. — Київ: Наукова думка, 2019. — 638 с.
- Нахлік Є. К. Перипетії з приват-доцентурою Івана Франка у Львівському та Чернівецькому університетах. — Львів, 2018. — 172 с.
- Офіцинський Р. А. Іван Франко в історіографічному трикутнику: інтерпретації, джерела, взаємини: Монографія. — Ужгород: Ґражда, 2011.
- Рудницький Л. Іван Франко і німецька література. — Мюнхен, 1974.
- Савчак Василь До 150-річчя з дня народження Івана Франка «По Дунаю льоди пливуть…»[недоступне посилання з червня 2019].
- Салій О. Р. Учень, опонент і колега: взаємини Кирила Студинського та Івана Франка. — Львів, 2020. — 231 с.
- Свенціцький І. Суспільне тло творчості Івана Франка // ЗНТШ. — Л., 1930. — Т. ХСІХ.
- Сверстюк Є. Іван Франко // Широке море України: Документи самвидаву з України. — Париж, 1972.
- Сидоренко Г. Літературно-критична діяльність Івана Франка. — К., 1956.
- Слово про Великого Каменяра. — К., 1956. — І-II.
- Смаль-Стоцький С. Характеристика літературної діяльності Івана Франка. — Л., 1913.
- Стецюк В. Іван Франко як класичний філолог // ЗНТШ. — Нью-Йорк, 1967. — Т. CLXXXII.
- Франківська енциклопедія: в 7 т. / редкол.: М. Жулинський, Є. Нахлік, А. Швець та ін. — Львів: Світ, 2016. — Т. 1: А — Ж / наук. ред. і упоряд. Є. Нахлік ; передмова М. Жулинський, Є. Нахлік. — 680 с. — ISBN 978-966-914-034-0
- Франко від А до Я / Б. і Н. Тихолози; оформ. Творчої майстерні «Аґрафка». — Львів: Видавництво Старого Лева, 2016. — 72 с.
- Франко. Перезавантаження / упоряд.: Б. Тихолоз, А. Беницький. — Дрогобич : Коло, 2013. — 276 с.
- Франко-Ключко А. Іван Франко і його родина: Спомини. — Торонто : Ліга визволення України,1956. — 130 с.
- Шляхами Івана Франка. — Л., 1982.
- Actes de la journée Ivan Franko. Sorbonne, le 12 Novembre 1977. — Париж; Мюнхен, 1977.
- Hlynsky В. Ivan Franko et Emile Zola. — Гамбурґ, 1979.
- Jakobiec M. Iwan Franko. — Warszawa, 1958.
- Manning C. Ivan Franko. — Нью-Йорк, 1938.
- Nevrlý M. Ivan Franko, ukrajinský basnik-revolucionar. — Praha, 1952.
- Semper magister et simper tiro: Іван Франко та Осип Маковей / Упорядкування, передмова, коментарі та пояснення слів Н. Тихолоз. — Львів, 2007. — 172 с.
- Wacyk N. Ivan Franko: His Thoughts and Struggles. — New York, 1975.
- Колесса Ф. Улюблені українські народні пісні Івана Франка / Філарет Колесса. — Львів: Вільна Україна, 1946. — 60 с.
- Крушельницький А. Іван Франко (поезія) / написав Антін Крушельницький. — Коломия: Галиц. накладня Я. Оренштайна в Коломиї, 1909. — 279 с. — (Загальна бібліотека) (Літературні характеристики українських письменників ; т. 1).
- Самійленко В. Укріїні: зб. поезій, 1885—1906 / Володимир Самійленко ; вид. заходом М. Мочульського ; з передм. І. Франка. — Львів: Накладом Укр.-рус. вид. спілки, 1906. — 140 с.
- Привіт Іванови Франкови в сороклїтє його письменської праці, 1874—1914: літ.-наук зб. — Львів: Накладом Ювіл. ком., 1916. — 570 с.
- Закарпатська Франкіана: зб. наук. ст., есе, худож. творів, бібліогр. джерел: приуроч. до 160-річчя від дня народж. І. Франка / Упр. культури Закарпат. облдержадмін., Закарпат. обл. універс. наук. б-ка ім. Ф. Потушняка ; вступ. ст., уклад.: М. Б. Бадида та ін. — Ужгород: РІК-У, 2016. — 259 с.
- Іван Франко на сторінках «Літературно-наукового вістника» (1898—1932): наук.-допом. бібліогр. покажч. / М-во культури України, Нац. парлам. б-ка України ; упоряд.: А. О. Ільченко, К. М. Науменко ; наук. ред. В. О. Кононенко. — Київ: Нац. парлам. б-ка України, 2016. — 96 с.
- Коцюбинський М. М. Іван Франко: реферат, читаний в Чернігів. «Просвіті» р. 1908 / М. Коцюбинський. — Київ: Друк. т-ва «Криниця», 1917. — 32 с.
- Верхратський І. Г. Злобні видумки д-ра Івана Франка / написав Іван Верхратський. — У Львові: З печатні В. А. Шийковського, 1907. — 125 с.
- Галущинський М. Semper tiro — Все воїн: промова з приводу 5-літ. річниці смерті Івана Франка / М. Галущинський. — Львів: З друк. «Діла», 1921. — 2, 16 с.
- Марковський М.Іван Франко: спроба його літ. характеристики / М. Марковський. — Київ: Шлях, 1918. — 24, 2 с.
- Іван Франко: збірник / за заг. ред. І. Лакизи, П. Филиповича, П. Кияниці. — Київ: Книгоспілка, 19–?, 380 с.
- Іван Франко: ст. і матеріали. Зб. 1 / Львів. держ. ун-т ім. І. Франка ; редкол.: В. І. Борковський (відп. ред.) та ін. — Львів: Вид. Львів. держ. ун-ту, 1948. — 200 с.
- Ткаченко І. Іван Франко (15.VIII.1856 — 28.V.1916): наук.-попул. нарис: до десятиріччя смерти / Ів. Ткаченко. — Харків: Рух, 1926. — 72 с.
- Щурат В. Франків «Іван Вишенський» / д-р В. Щурат. — Львів: З друк. Наук т-ва ім. Шевченка, 1925. — 19 с.
- Цеглинський М. Іван Франко / М. Цеглинський ; Федерація Українців в Злучених Державах. — Нью Йорк: Накладом Т-ва ім. І. Франка в Сейлем, 1918. — 48 с.
- Суспільно-політичні погляди Івана Франка в світлі його творів та листування: збірна студія: критич. нариси / за ред. К. Осипа та А. Березинського. — Харків: Рух, 1932. — 200 с.
- Іван Якович Франко (1856—1916): пам'ятка читачеві / склала Н. Співачевська. — Сталіно: Сталін. держ. обл. б-ка, 1941. — 25 с.
- Про оповідання І. Франка: зб. ст. М. Степняка, П. Христюка, С. Ненадкевича. — Харків: Рух, 19–?. — 64 с.
- Про життя і твори Івана Франка / С. В. — Львів: Накладом Д. Вусовича, 1913. — 16 с.
- Пилипенко С. Іван Франко: пам'ятка про життя й діяльність, 1856—1916—1926 / С. Пилипенко. — Харків: Держ. вид-во України, 1926. — 31 с.
- Музичка А. Шляхи поетичної творчості Івана Франка / А. Музичка. — Одеса: Держ. вид-во України, 1927. — 202 с. — (Критична бібліотека).
- Матеріали до української бібліографії. Т. 4, вип. 2: Спис творів Івана Франка з додатком статей про нього і рецензій на його писання, (ч. 2045-3607) / Бібліогр. коміс. наук. т-ва ім. Шевченка ; уложив В. Дорошенко. — Львів: З друк. Наук. т-ва ім. Шевченка, 1918. — 190 с.
- Спис творів Івана Фрнка, 1874—1898. — Б. м.: б. в., 1898. — 127 с.
- Матеріали до української бібліографії. Т. 4, вип. 1: Спис творів Івана Франка з додатком статей про нього і рецензій на його писання, (ч. 1-2044) / Бібліогр. коміс. наук. т-ва ім. Шевченка ; уложив В. Дорошенко. — У Львові: З друк. Наук. т-ва ім. Шевченка, 1918. — 86 с.
- Якимів Д. Іван Франко: біогр.-літ. нарис в другі роковини його смерти / Д. Якимів. — Філядельфія: Накладом Просвітно Драм. Т-ва ім. Івана Франка в Філядельфії, 1918. — 45 с.
- Крушельницький А. Іван Франко: Молоді літа / написав Антін Крушельницький. — Львів: Накладом т-ва «Просвіта», 1928. — 47 с.
- Ковальчук В. Інсценізація вибраних творів Івана Франка: з 6 образками укладу сцени / Володислав Ковальчук. — Львів: Накладом т-ва «Просвіта», 1937. — 48 с.
- Єфремов С. Іван Франко: критич.-біогр. нарис / акад. С. Єфремов. — 2-ге вид. з дод. — Київ: Слово, 1926. — 256 с.
- Драгоманов М. Листи до Ів. Франка і інших. 1887—1895 / М. Драгоманов ; видав Іван Франко. — Львів: Накладом Укр.-рус. вид. спілки, 1908. — 444 с.
- Драгоманов М. Листи до Ів. Франка і інших. 1881—1888 / М. Драгоманов ; видав Іван Франка. — Львів: Накладом Укр.-рус. вид. спілки, 1906. — 277 с.
- Дорошенко В. Іван Франко / Володимир Дорошенко. — Львів: Накладом вид-ва «Громада», 1924. — 32 с.
- Дорошенко В. Іван Франко / написав Володимир Дорошенко. — Львів: Накладом Т-ва «Просвіта», 1926. — 16 с. — (Народня бібліотека ; 36).
- Матеріали для культурної і громадської історії Західної України. Т. 1: Листування І. Франка і М. Драгоманова. — Київ: Друк. Всеукр. Акад. наук, 1928. — 508 с.
- Пам'яті Івана Франка: (опис життя, діяльності й похорону) / зладив Михайло Возняк. — Відень: Накладом «Союза визволення України», 1916. — 96 с.
- Возняк М. Житє і значеннє Івана Франка / написав Михайло Возняк. — Львів: З друк. Наук т-ва ім. Шевченка, 1913. — 40 с.
- Великому каменяреві українського народу: зб. присвяч. пам'яті Івана Франка / упорядкував Т. Тарновський. — Ню Йорк: Вид. Укр.-американ. секції Міжнар. робіт. ордену, 1941. — 65 с.
- Борщаговський Ол. Драматичні твори Івана Франка: критич. нарис / Ол. Борщаговський ; Ін-т укр. літ. ім. Т. Г. Шевченка Акад. наук УРСР. — Київ: Мистецтво, 1946. — 126 с.: іл.
- Бобинський В. Смерть Франка: поема / Василь Бобинський ; переднє слово написав М. Ірчан. — Монреаль: накладом Івана Гниди, 1927. — 32 с. — (Бібліотека «Новий світ» ; ч. 29).
- Паперна Г. О. Іван Франко про народну освіту / Г. О. Паперна. — Львів: Вільна Україна, 1946. — 61 с.
- Шевченко Р. Іван Франко: життєпис: для дітей мол. віку / Р. Шевченко. — [Харків]: Держ. вид-во України, 1929. — 23 с.: іл.
- Коцюбинський М. Іван Франко: реф., читаний в Чернігів. «Просвіті» р. 1908 / М. Коцюбинський. — Київ: Вид. Т-во «Криниця», 1917. — 32 с.

## Бібліографія про Франка та український жіночий рух
- Дармохвал Л. Іван Франко і українська жінка // Ратуша. — 2006. — 18 серп.
- Процик Л. Жіночий рух та Іван Франко: минуле і сучасність / Л. Процик // Галицька зоря. — 2006. — 29 листоп. — С. 1.
- Книш І. Іван Франко та рівноправність жінки / Ірена Книш. — Вінніпег, 1956.
- Книш І. Смолоскип у темряві. Наталія Кобринська й український жіночий рух / Ірена Книш. — Вінніпег, 1955.
- Швець А. Доля нашого жіноцтва стоїть тепер на переломі (Іван Франко біля витоків галицького фемінізму) / Алла Швець // Українка. — 2014. — № 1. — С. 4.

## Монографії про поетичну творчість Франка
- Біла А. Образ автора в ліриці Івана Франка: Монографія. — Донецьк, 2002.
- Бойко О. Поезія боротьби: (Лірика збірки І. Франка «З вершин і низин»). — К., 1958.
- Бунчук Б. І. Віршування Івана Франка: Монографія. — Чернівці, 2000.
- Горак Я. Філософські поеми Івана Франка в інтерпретації Святослава Максимчука ["Похорон", «Іван Вишенський», «Мойсей»] // Горак Я. Огонь в одежі слова. Нарис про франкіану Святослава Максимчука. — Л., 2016.
- Гузар З. П. Перехресні стежки поезії Івана Франка: Книжка для вчителя. — Л., 2000.
- Каспрук А. А. Філософські поеми Івана Франка. — К., 1965.
- Клим'юк Ю. Лірика Івана Франка як система жанрів: Монографія. — Чернівці, 2006.
- Кобилецький Ю. Поетична творчість Івана Франка. — К., 1946.
- Корнійчук В. Ліричний універсум Івана Франка: горизонти поетики. — Л., 2004.
- Крушельницький А. Іван Франко (поезія). — Коломия, [sine anno; de facto 1909].
- Музичка А. Шляхи поетичної творчости Івана Франка. — К., 1927.
- Неборак В. Іван Франко: вершини і низини (інтерпретації вибраних віршів, циклів і поем зі збірки «З вершин і низин»). — Л., 2016.
- Неборак В. Повільне читання: Віршів Т. Шевченка, І. Франка, П. Тичини, Є. Маланюка, Б. І. Антонича та новел В. Стефаника. — Л., 2010.
- Ніньовський В. Поетичні форми Івана Франка. — Л., 2000.
- Пастух Т. Поетичне мислення Івана Франка (за збіркою «Semper tiro») / Передм. І. Денисюка. — Л., 2003.
- Сеник Л. Т. Студії ліричної драми Івана Франка «Зів'яле листя». — Л., 2007.
- Скоць А. І. Поеми Івана Франка: Монографія. — Л., 2002.
- Стереометрія тексту: Студії над поетичними творами Івана Франка: [Колективна монографія] / М. М. Барабаш, В. В. Неборак, Б. С. Тихолоз, Н. Б. Тихолоз; Упорядник та наук. ред. Б. С. Тихолоз; НАН України; Львівське відділення Інституту літератури ім. Т. Г. Шевченка. — Л., 2010. (Франкознавча серія. Вип. 14).
- Тихолоз Б. Ерос versus Танатос (філософський код «Зів'ялого листя») / Богдан Тихолоз; Передм. Л. Сеника. — Львів : Видавничий центр ЛНУ ім. І. Франка, 2004. — 89 с. — (Серія «Дрібненька бібліотека». Ч. 11).
- Тихолоз Б. Психодрама Івана Франка в дзеркалі рефлексійної поезії: Студії / Художник В. Мельник. — Л., 2005. («Франкознавча серія»; Вип. 7).
- Тихолоз Б. Філософська лірика Івана Франка: Діалектика поетичної рефлексії: Монографія / НАН України; Львівське відділення Інституту літератури ім. Т. Г. Шевченка; Львівський національний університет імені Івана Франка; Міжнародна асоціація франкознавців; Наук. ред. та авт. післям. В. С. Корнійчук. — Л., 2009. («Франкознавча серія». Вип. 12).
- Ткачук М. Лірика Івана Франка: До 150-річчя від дня народження Івана Франка: Монографія. — Тернопіль; Київ, 2006.
- Челецька М. Номеносфера поезії Івана Франка (поетика заголовків, присвят, епіграфів) / Відп. ред. М. З. Легкий. — Л., 2007. («Франкознавча серія». Вип. 9).
- Шаховський С. М. Майстерність Івана Франка. — К., 1956.
- Simonek S. Ivan Franko und die «Moloda Muza»: Motive in der westukainischen Lyrik der Moderne. — Köln;Weimar; Wien, 1997.

## Бібліографія про прозову творчість Франка
- Бондар Л. Під знаком хреста: Франкознавчі студії. — Л., 2008.
- Ворок Х. Поетика сновидінь у прозі Івана Франка. — К.: Наукова думка, 2018. — 256 с.
- Голод Р. Іван Франко та літературні напрями кінця ХІХ — початку ХХ століття. — Івано-Франківськ, 2005.
- Гузар З. Місто Івана Франка — Дрогобич. — Дрогобич, 2008.
- Гундорова Т. Франко не Каменяр. Франко і Каменяр. — К., 2006.
- Денисюк І. Літературознавчі та фольклористичні праці: У 3 томах, 4 книгах. — Л., 2005. — Т. 2: Франкознавчі дослідження.
- Денисюк І. Розвиток української малої прози ХІХ — початку ХХ ст. — Л, 1999.
- Дронь К. Міфологізм у художній прозі Івана Франка (імагологічний аспект). — К., 2013.
- Дуркалевич В. У пошуках наративної ідентичності: індивідуальний міф у творах Івана Франка, Анджея Хцюка і Бруно Шульца. — Дрогобич, 2015.
- Єфремов С. Співець боротьби і контрастів: Спроба літературної біографії й характеристики Івана Франка. — К., 1913.
- Крушельницький А. Прозові писання І. Франка в хронологічнім порядку // Франко І. В поті чола (Вибір з оповідань). — Коломия, 1910.
- Лапій М. Психологічний пейзаж у прозі Івана Франка та «Молодої Музи»: Семантика й поетика. — К.: Наукова думка, 2016. — 275 с.
- Ласло-Куцюк М. Текст і інтертекст в художній творчості Івана Франка. — Бухарест, 2005.
- Легкий М. Проза Івана Франка: поетика, естетика, рецепція в критиці. — Львів, 2021. — 608 с.
- Легкий М. Форми художнього викладу в малій прозі Івана Франка. — Л., 1999.
- Мельник Я. Іван Франко й biblia apocrypha. — Л., 2006.
- Міфопоетичні образи в художньому світі Івана Франка (Ейдологічні нариси) / К. Дронь, Б. Тихолоз, Н. Тихолоз, А. Швець. — Л., 2007.
- Пастух Т. Романи Івана Франка. — Л., 1998.
- Сабат Г. Казки Івана Франка: особливості поетики. «Коли ще звірі говорили». — Дрогобич, 2006.
- Сербенська О. Мовний світ Івана Франка (Статті, роздуми, матеріали). — Л., 2006.
- Тихолоз Н. Ізмарагди Франкового казкосвіту: Літературознавче дослідження. — К.: Веселка, 2006. — 47 с. — (Урок літератури).
- Тихолоз Н. Казкотворчість Івана Франка (генологічні аспекти). — Л., 2005.
- Ткачук М. Жанрова структура прози Івана Франка: Бориславський цикл та романи з життя інтелігенції. — Тернопіль, 2003.
- Тодчук Н. Роман Івана Франка «Для домашнього огнища»: простір і час. — Л., 2002.
- Ціхоцький І. Мова прози Івана Франка (Стилістичні новаці). — Л., 2006.
- Чопик Р. Ecce Homo: Добра звістка від Івана Франка. — Л., 2002.
- Швець А. Злочин і катарсис: Кримінальний сюжет і проблеми художнього психологізму в прозі Івана Франка. — Л., 2003.
- Шмега К. Дискурс маскулінності у прозі Івана Франка. — Київ: Наукова думка, 2022. — 230 с.

## Бібліографія про драматичну творчість Франка
- Антонович Д. Триста років українського театру. — Прага, 1925.
- Білоштан Я. Драматургія Івана Франка. — К., 1956.
- Білоштан Я. Іван Франко і театр. — К., 1967.
- Борщаговський О. Драматичні твори Івана Франка. — К., 1946.
- Бондар Л., Кольбух Р. Два уривки незавершених драм І. Франка // Українська філологія: досягнення і перспективи. — Львів, 1995. — С. 283—287.
- Вертій О. Народні джерела творчості Івана Франка. — Тернопіль, 1998.
- Возняк М. До історії тексту «Украдене щастя» Івана Франка // Возняк М. З життя і творчості Івана Франка. — К., 1955.
- Возняк М. Франкова переробка драми Кальдерона // Іван Франко. Статті і матеріали. — Л., 1949. Зб. 2.
- Возняк М. Франкові «Три князі на один престіл» // Діло. — 1929. — № 182, 16 серп. — С. 2–3.
- Данько О. Драматичний етюд Івана Франка «Чи вдуріла?»: особливості психологічного портрету // Укр. літературознавство. — Л., 2010. Вип. 72.
- Дем'янівська Л. Українська драматична поема. — К., 1984.
- Засенко О. Є. Драматургія І. Франка // Історія української літератури: у 8 т. — Т. 4. — Кн. 2: Література 70–90-х років ХІХ ст. — К., 1969. — С. 406—433.
- Касян Л. Іван Франко — критик, історик та теоретик українського національного театру // http://lib.if.ua/franko/1324471291.html
- Кирчів Р. Ф. Комедії Івана Франка. — К., 1961. — 100 c.
- Кисельов Й. Драматургія І. Франка / Йосип Кисельов // Слово про великого Каменяра. — К., 1956. — С. 155—200.
- Ласло-Куцюк М. П'єси Франка у світовому контексті // Ласло-Куцюк М. Текст і інтертекст в художній творчості Івана Франка. — Бухарест, 2005.
- Лужницький Г. Український театр: У 2-х томах. — Л., 2004 (Про Франка див. Покажчик імен).
- Луців Л. Іван Франко — борець за національну і соціяльну справедливість. — Нью-Йорк; Дзерзі Ситі, 1967.
- Мельничук Б. Драматична поема як жанр. — К., 1981. — 143 с.
- Мороз Л. Від античної класики до модернізму: з роздумів над поетикою Франкової драматургії // http://institutes.lnu.edu.ua/franko/wp-content/uploads/sites/7/ivan-franko-zbirnyk-2010-t01/59Larysa_Moroz.pdf
- Мороз Л. Драматургія І. Франка // Дивослово. — 1996. — № 5–6. — С. 3–8.
- Наєнко М. «Зів'яле листя» як «Украдене щастя» // http://institutes.lnu.edu.ua/franko/wp-content/uploads/sites/7/ivan-franko-zbirnyk-2010-t01/68Mykhailo_Nayenkp.pdf
- Пархоменко М. Драматургія Івана Франка. — Л., 1956.
- Працьовитий В. Національна самобутність драматургії Івана Франка. — Л., 2006.
- Працьовитий В. Українська історична драматургія. — Л., 2009.
- Тхорук Р. Франкова концепція драми як мистецького феномену: на перехресті читацького досвіду й творчості // http://institutes.lnu.edu.ua/franko/wp-content/uploads/sites/7/ivan-franko-zbirnyk-2010-t01/58Raya_Tkhoruk.pdf
- Рудницький М. Від Мирного до Хвильового. — Львів, 1936.
- Хороб С. Діалоги у відсвіті слова: Українська драматургія в типологічних зіставленнях. — Івано-Франківськ, 2013.
- Хороб С. Українська модерна драма кінця ХІХ — початку ХХ ст. (Неоромантизм, символізм, експресіонізм). — Івано-Франківськ, 2002.
- Хороб С. Франкові концепції драматизму і конфлікту крізь призму європейської теорії // Іван Франко — письменник, мислитель, громадянин: Матеріали Міжнародної наук. конференції. — Львів, 1998. — С. 271‒284.
- Чарнецький С. Історія українського театру в Галичині. — Л., 2014. (Про Франка див. Покажчик імен).
- Чопик Р. Слідами «Украденого щастя» // Літературний Львів. — 1994. — № 20 (жовтень). — С. 8‒9.

## Бібліографія про перекладацьку діяльність І. Франка
- Журавська І. Світові образи в інтерпретації Івана Франка / І. Журавська // Іван Франко і світова культура. Матеріали Міжнародного симпозіуму ЮНЕСКО (Львів, 11–15 вересня, 1986 р.): у трьох книгах. — Київ, 1990. — Кн. 1. — С. 192—195.
- Зимомря М. І. Німецька література в оцінках та інтерпретаціях Івана Франка: дискурс рецепції / Зимомря М. І. // Вісник Київського національного університету імені Тараса Шевченка. — Іноземна філологія. — Вип. 42. — 2009. — С. 15–18.
- Кравець Я. Іван Франко та іспанська література / Ярема Кравець // Укр. літ-тво. — 2011. — Вип. 74. — С. 211—221.
- Кравець Я. Французька поезія у літературознавчій і перекладацькій діяльності Івана Франка / Ярема Кравець // Укр. літ-тво. — 2014. — Вип. 78. — С. 209—223.
- Рудницький Л. Іван Франко і німецька література / Леонід Рудницький. — Мюнхен, 1974. — 227 с.
- Ке де Сент-Емур (граф). Анна Русинка, королева Франції і графиня Валюа / граф де Ке де Сент-Емур ; з фр. пер. Іван Франко. — Львів: З друк. Наук. т-ва ім. Шевченка, 1909. — 31 с.
- Уайт А. Д. Розвій географічних поглядів / Андрю Діксон Уайт ; із англ. І. Франко. — У Львові: З друк. Наук. т-ва ім. Шевченка, 1901. — 56 с. — (Літературно-наукова бібліотека ; ч. 23 / відп. за ред. В. Гнатюка).
- Гавлїчек Боровський К. Вибір поезій / Карель Гавлїчек Боровский ; пер. І. Франка ; з життєписом Гавлїчка. — Львів: Накладом Укр.-рус. вид. спілки, 1901. — 127 с.

## Бібліографія про літературно-критичну творчість Франка
- Дорошенко І. Іван Франко — літературний критик. — Л., 1966.
- Фризман Л. Г. Иван Франко: взгляд на литературу. — Киев: Издательский дом Дмитрия Бураго, 2017. — 608 с. ISBN 978-966-489-414-9
- Баган О. Культурологічна і націософська проблематика в літературознавчих студіях Івана Франка (Пізній період творчості: 1895—1907 рр.). — Дрогобич: Ред.-вид. відділ ДДПУ ім. І.Франка, 2021. — 212 с.

## Бібліографія про видавничу діяльність І. Франка
- Василенко М. Іван Франко — перший видавець творів Лесі Українки / М. Василенко // Леся Українка і сучасність: зб. наук. пр. — Луцьк, 2007. — Т. 4, кн.1. — С. 344—357.
- Возняк М. Журнальні плани Франка в рр. 1884–86 / М. Возняк // Україна. — 1927. — Кн. 3. — С. 87.
- Запаско Я. Початки українського друкарства / Я. Запаско, О. Мацюк, В. Стасенко. — Львів, 2000. — 224 с.
- Маляренко Л. Іван Франко — редактор / Л. Маляренко. — Львів, 1970.
- Тимошик М. С. Історія видавничої справи / М. С. Тимошик. — К.: Наша культура і наука, 2003. — 496 с.
- Українські літературні альманахи і збірники XIX — поч. ХХ ст.: бібліогр. покажчик / склав І. З. Бойко. — Київ, 1967.
- Якимович Б. З. Іван Франко — видавець: книгознавчі та джерелознавчі аспекти / Б. З. Якимович. — Львів: Видавничий центр ЛНУ ім. Івана Франка, 2006. — 691 с.